# Hh (groupe sanguin)
Pour les articles homonymes, voir HH et Bombay (homonymie).
Le hh, dit Bombay, est un groupe sanguin très rare. Le phénotype de ce groupe a été découvert en 1952 à Bombay. En effet, en Inde, ce groupe sanguin se retrouve plus souvent que dans le reste de la population humaine.
Ce groupe sanguin pose des problèmes pour les transfusions sanguines car les seuls donneurs compatibles sont ceux du même groupe.

## Génétique
Le phénotype Bombay est présent chez des individus ayant hérité de deux allèles récessifs pour le gène H, et qui ont donc un génotype hh. Ce génotype est transmis par des parents porteurs de cet allèle, donc hétérozygotes pour l’allèle, ou homozygotes hh et eux-mêmes de groupe sanguin Bombay. Ce génotype étant très rare, il est souvent retrouvé chez des gens dont les parents sont de la même famille, et sont donc consanguins. Ces individus ne produisent pas le carbohydrate H qui est le précurseur des antigènes A et B. Cela signifie qu’ils peuvent posséder les allèles pour les antigènes A ou / et B, mais ne peuvent pas les exprimer. 

## Biochimie
La biosynthèse des antigènes H, A et B fait intervenir une série d’enzymes, des glycosyl transférases, qui transfèrent des monosaccharides. Les antigènes résultants sont des chaines d’oligosaccharides qui s’attachent à la membrane des globules rouges. L’antigène H est produit par une enzyme appelée la fucosyl transférase. Il peut être converti en antigène A pour donner un groupe sanguin A, en antigène B pour un groupe sanguin B, en les deux pour donner AB ou il peut ne pas être modifié, auquel cas il donnera un groupe sanguin O.
La fucosyl transférase est exprimée à partir du gène FUT-1 dans les globules rouges. Chez un individu de phénotype Bombay, les deux allèles du gène FUT-1 sont inactifs, donnant lieu au génotype hh. Ce génotype est causé par la mutation d'un résidu tyrosine de la chaîne peptidIque de la fucosyl transférase, qui introduit un codon STOP, induisant la formation d'une protéine tronquée et donc inactive.
Un autre locus, Se, code le gène FUT-2, qui est exprimé dans les glandes sécrétrices, et permet la production d’une forme soluble de l’antigène H dans la salive et les autres fluides corporels.
Ces deux locus sont sur la chromosome 13 séparés par 35kb, et sont hautement homologues, ce qui laisse supposer qu’ils sont le résultat d’une duplication de leur ancêtre commun.

## Risque lié aux transfusions sanguines
Les globules rouges des individus de type Bombay ne possèdent aucun des antigènes H et donc aussi A et B, ce qui fait que ces individus sont aussi de groupe sanguin O. Chez ces individus, les 3 antigènes sont donc reconnus comme des substances étrangères par leur organisme. Les individus de phénotype Bombay ne peuvent ainsi pas recevoir de sang de type O, qui entraîne chez eux une crise hémolytique aiguë. Ils sont cependant détectés comme étant de groupe O par les tests sanguins standards ABO, et sont donc à risque si le phénotype Bombay n'est pas testé.